# Huntress Glacier
Huntress Glacier är en glaciär i Antarktis. Den ligger i Sydshetlandsöarna. Argentina, Chile och Storbritannien gör anspråk på området. Huntress Glacier ligger 484 meter över havet.
Terrängen runt Huntress Glacier är kuperad åt nordväst, men åt sydost är den bergig. En vik av havet är nära Huntress Glacier åt sydväst. Trakten är glest befolkad. Närmaste befolkade plats är St. Kliment Ohridski Base, 6,5 kilometer nordväst om Huntress Glacier. 